# Шу Хан
Шу Хан (кинески: 蜀漢, старокинески: 蜀汉), понекад познато и као Краљевство Шу (蜀 ) - иако се тај израз мање користи како би се избегла забуна, односно замена са старијом Државом Шу из периода династије Џоу - је назив за једно од Три краљевства на које се почетком 3. века распала Кина после слома династије Хан. Била је смештена у југозападном делу Кине, односно у провинцији Сечуан и околним подручјима. Основано је године 221. године, а према делу кинеских историчара представљала је у ствари континуитет, односно легитимну наследницу бивше државе, с обзиром да је њен оснивач Лију Беј био у непосредном сродству с последњим царевима династије Хан. Шу Хан је била у сталном супарништву са државом Цао Веј на северу Кине, као и државом Источни Ву на истоку. Године 263. ју је освојила и анектирала држава Цао Веј.

### Списак владара династија Шу Хан
| Постхумно име                             | Храмовно име | Лично име                | Владарско име                                                      | Период владавине     |
| ----------------------------------------- | ------------ | ------------------------ | ------------------------------------------------------------------ | -------------------- |
| Конвенција за навођење: Лично име.        |              |                          |                                                                    |                      |
| Цар Џао-лије 昭烈皇帝 (Zhāoliè huángdì)   | нема         | Лију Беи 刘备 (Liú Bèi)  | Џанг-ву (章武)                                                     | 221-223              |
| Цар Сјао-хуаи 孝怀皇帝 (Xiàohuái huángdì) | нема         | Лију Чан 刘禅 (Liú Chán) | Ђијен-сјинг (建兴) Јен-сји (延熙) Ђинг-јао (景耀) Јен-сјинг (炎兴) | 223-237 -257 258-263 |